# Ilijan Kirjakov
Ilijan Ivanov Kirjakov (in bulgaro Илиян Киряков?; Veliko Tărnovo, 4 agosto 1967) è un ex calciatore bulgaro, di ruolo centrocampista.

## Carriera

### Club
Durante la carriera di calciatore ha militato nell'FK Etăr, nel Deportivo La Coruña, nel CSKA Sofia, nell'Aberdeen e nell'Anorthōsis.

### Nazionale
Con la Bulgaria ha giocato 53 partite dal 1986 al 1996, segnando 5 reti, partecipando alle fasi finali del Campionato mondiale di calcio 1994 e del Campionato europeo di calcio 1996.

## Palmarès

### Club

#### Competizioni nazionali
- Campionato bulgaro: 1

FK Etăr: 1990-1991

#### Competizioni internazionali
- Coppa Piano Karl Rappan: 1

FK Etăr: 1987